# Торе де Пиченарди
Торе де Пиченарди (итал. Torre de' Picenardi) је насеље у Италији у округу Кремона, региону Ломбардија.
Према процени из 2011. у насељу је живело 1.021 становника. Насеље се налази на надморској висини од 39 м.

## Становништво
Према резултатима пописа становништва 2011. у општини је живело 1.769 становника.
| 1931. | 1936. | 1951. | 1961. | 1971. | 1981. | 1991. | 2001. | 2011. |
| ----- | ----- | ----- | ----- | ----- | ----- | ----- | ----- | ----- |
| 3.045 | 3.111 | 2.998 | 2.575 | 2.200 | 2.040 | 1.960 | 1.841 | 1.769 |